# Granollers de Rocacorba
Granollers de Rocacorba es una localidad española perteneciente al municipio gerundense de San Martín de Liémana, en Cataluña.

## Descripción
Se ubica en el término municipal gerundense de San Martín de Liémana, en la comunidad autónoma de Cataluña.
A mediados del siglo XIX contaba con 79 habitantes. En 2018 la población de la entidad singular de población asociada ascendía a 61 habitantes y la del núcleo de población a 21. Aparece descrita en el octavo volumen del Diccionario geográfico-estadístico-histórico de España y sus posesiones de Ultramar de Pascual Madoz de la siguiente manera:

GRANOLLERS DE ROCACORVA: l. que forma ayunt. con San Martin de Llemaná en la prov., part. jud. y dióc. de Gerona, aud. terr. y c. g. de Barceloba. sit. en terreno áspero y quebrado, con buena ventilacion y clima sano; las enfermedades comunes, son fiebres intermitentes. Tiene una igl. parr. (Sta. Maria), servida por un cura de ingreso de provision real y ordinaria. El térm. confina con Biert, Pujarnol y Falgons, este último del part. de Olot. El terreno es montañoso; contiene algun monte arbolado de pinos y encinas; los caminos que le cruzan son de herradura y conducen á los pueblos limítrofes. pobl.: 18 vec., 79 almas. cap. prod.: 1.539,600. IMP.: 38,240.
(Madoz, 1847, p. 582)